# Barraca A-01
La barraca A-01 és una barraca de vinya del municipi de Subirats (Alt Penedès), situada a les vinyes de Can Milà, entre Sant Pau d'Ordal i Lavern.
És una construcció aixecada en pedra seca, de planta circular i forma troncocònica, de 3,65 x 3,90 m de diàmetre a la base i una alçada màxima de 2,75 m. La construcció és de la tipologia de sostre de falsa cúpula, amb les parets exteriors molt atalussades. El portal, orientat al sud, està format per grans blocs, amb una porta de fusta adaptada amb ciment, té una alçada de 135 cm, una amplada de 54 cm i un gruix de 85 cm.
El codi utilitzat en la denominació d'aquesta barraca (lletra + número) procedeix d'un estudi realitzat per Araceli Soler i Jaume Rovira, que intenta sistematitzar la informació sobre aquests elements arquitectònics al terme de Subirats.